# Billy Halop
William „Billy“ Halop (* 11. Februar 1920 in New York City; † 9. November 1976 in Brentwood, Kalifornien) war ein US-amerikanischer Schauspieler, der als Teenager Ende der 1930er Jahre seine größte Popularität erreichte.

## Leben und Karriere
Billy Halop wurde als Sohn einer Tänzerin in New York geboren, seine jüngere Schwester Florence Halop wurde später ebenfalls Schauspielerin. Bereits mit zwölf Jahren sprach er die Hauptrolle des Bobby Benson in der Radioserie The H-Bar-O Rangers, an der ebenfalls der junge Don Knotts mitwirkte. Zwischen 1934 und 1937 hatte er die Rolle des Sohnes in den Radiohörspielen um die Familie Kent inne. Am Broadway wurde er 1935 als jugendlicher Bandenanführer in Sidney Kingsleys Stück Dead End Kids besetzt. Die sogenannten Dead End Kids – insgesamt sechs junge Schauspieler dieses Stückes, darunter Halop – kamen nach Hollywood. Dort spielten sie in Sackgasse, der Verfilmung ihres Stückes, an der Seite von Sylvia Sidney, Joel McCrea und Humphrey Bogart. Nach dem Erfolg dieses Filmes entstanden Ende der 1930er Jahre eine Reihe von Kriminal- und Gangsterfilmen, in denen die Dead End Kids jugendliche Problemkinder spielten, die zwar eigentlich gutherzig sind, aber am Rande der Kriminalität aufgewachsen sind. Der bekannteste Film mit den Dead End Kids war wohl 1938 Michael Curtiz’ Filmklassiker Chicago – Engel mit schmutzigen Gesichtern mit James Cagney. Unter den sechs Dead End Kids war Halop der beliebteste, weshalb er auch ein höheres Gehalt bekam.
Mit Beginn des Zweiten Weltkrieges spielte Halop die Hauptrolle in einer Reihe von Militärfilmen, ehe er 1942 selbst eingezogen wurde. In den Special Services war er im Range eines Sergeanten für die Truppenunterhaltung zuständig. Bei seiner Rückkehr nach Hollywood konnte Halop nicht mehr an alte Erfolge anknüpfen: Mittlerweile über 25 Jahre alt, war er aus seinen Teenager-Rollen herausgewachsen. Halop spielte noch Hauptrollen in wenigen B-Filmen wie Dangerous Years (1947) und trat auch während der 1950er Jahre in einigen Fernsehserien auf. Wegen ausbleibender Angebote bekam er jedoch zusehends private und finanzielle Probleme, er musste sich als Verkaufsmann für Wäschetrockner verdingen. Halop fand später eine Anstellung als Krankenpfleger in einem Malibuer Krankenhaus, blieb der Schauspielerei jedoch im Zweitberuf weiterhin verbunden und übernahm in den 1960er Jahren einige Film- und Fernsehrollen. Von 1971 bis zu seinem Tod hatte er eine wiederkehrende Rolle in der Sitcom All in the Family als Bert Munson, ein Taxifahrer und Nachbar der Hauptfigur Archie Bunker.
Billy Halop war dreimal verheiratet, alle Ehen wurden geschieden. Er arbeitete gerade an seiner Autobiografie There’s No Dead End, als er 1976 mit 56 Jahren an einem Herzinfarkt starb.

## Filmografie (Auswahl)
- 1937: Sackgasse (Dead End)
- 1938: Schule des Verbrechens (Crime School)
- 1938: Little Tough Guy
- 1938: Chicago – Engel mit schmutzigen Gesichtern (Angels with Dirty Faces)
- 1939: Hell’s Kitchen
- 1939: Zum Verbrecher verurteilt (They Made Me a Criminal)
- 1939: You Can’t Get Away with Murder
- 1939: Angels Wash Their Faces
- 1940: Junior G-Men
- 1941: Sky Raiders
- 1941: Blues in the Night
- 1942: Tough As They Come
- 1946: Gas House Kids
- 1947: Dangerous Years
- 1949: Der blonde Tiger (Too Late for Tears)
- 1953: The Cisco Kid (Fernsehserie, zwei Folgen)
- 1955: Air Strike
- 1961: 77 Sunset Strip (Fernsehserie, eine Folge)
- 1962: Sexy! (Boys Night Out)
- 1963: Der Fuchs geht in die Falle (For Love or Money)
- 1963: Getrennte Betten (The Wheeler Dealers)
- 1964: Staatsaffären (A Global Affair)
- 1966: Gesicht ohne Namen (Mister Buddwing)
- 1966–1967: Rauchende Colts (Fernsehserie, drei Folgen)
- 1967: Die Lady und ihre Gauner (Fitzwilly)
- 1971–1976: All in the Family (Fernsehserie, 10 Folgen)
- 1974: Das Phantom von Hollywood (The Phantom of Hollywood)